# 미르코 에라모
미르코 에라모(이탈리아어: Mirko Eramo, 1989년 7월 12일, 이탈리아 아콰비바델레폰티 ~ )는 현재 세리에 B 아스콜리 칼초 1898 FC에서 뛰고있다.